# Роговой (Белгородская область)
Роговой — хутор в Яковлевском районе Белгородской области России.
Входит в состав городского поселения посёлок Томаровка.

## География
Расположен рядом с железной дорогой, где имеется остановочная платформа 130 км. Севернее, за железной дорогой находится хутор Волохов. Южнее протекает река Везёлка, за которой располагается урочище Громониха.
Через Роговой проходит автомобильная дорога, по обеим сторонам которой расположены дома.

## Население
| 2002 | 2010 |
| ---- | ---- |
| 25   | ↘22  |